# Glyptothecium pangerangense
Glyptothecium pangerangense là một loài rêu trong họ Ptychomniaceae. Loài này được (M. Fleisch.) Broth. mô tả khoa học đầu tiên năm 1925.